# 진격의 거인
《진격의 거인》(일본어: 進撃の巨人 신게키노쿄진[*])은 이사야마 하지메의 만화이다. 코단샤에서 발행하는 《별책 소년 매거진》을 통해 2009년 10월호(창간호)부터 2021년 5월호까지 연재되었다. 소설, 텔레비전 애니메이션, 실사영화 등 미디어 믹스가 전개되었다.
단행본 (전자서적 포함) 누계 발행 부수가 2023년 11월 시점에서 1억 4천만부를 돌파했다.
작가의 첫 연재작임에도 불구하고 연재 직후부터 큰 인기를 얻은 작품이다. 마브러브 얼터너티브를 의식하고 그렸다고 한다.
'이 만화가 대단하다!' 2011년판 남성 부문 1위, 전국 서점 직원이 선정한 추천 코믹 2011 1위, 2011년 제4회 만화대상 7위, 제35회 코단샤 만화상 소년 부문을 수상했다.
2022년 1월, 애니판이 2021년에 방송된 전세계 모든 드라마를 포함해서 가장 수요가 많은 작품으로 선정되었다. 이는 외국어작품 최초이다.

## 줄거리
어느 날 갑자기 출현한 정체불명의 식인종 거인들에 의해 인류의 태반이 잡아먹히며 인류는 전멸 위기에 처한다. 목숨을 부지한 생존자들은 높이 50m의 거대한 삼중의 방벽 월 마리아, 월 로제, 월 시나를 건설하여 그곳으로 대피, 방벽 내부에서 100여 년에 걸쳐 평화의 시대를 영위하게 된다.
그리고 100여 년이 지난 845년, 대부분 주민이 오래도록 지속되어 온 평화에 안주하는 반면, 주인공 엘런 예거 (Eren Yeager)는 사람들이 거인들에게 둘러싸여 벽 안에서 가축같이 살아가는 세계에 커다란 불만을 느낀다. 그는 벽 밖의 세계로 나가서 세계를 자유롭게 누비며 탐험하는 것을 열망한다. 거의 모두가 한결같이 벽 내부에서 주어진 평화를 만끽하는 것을 아무런 의심 없이 받아들이고 벽 밖으로 나아가고 싶어 하는 자신을 별종으로 취급하고 이단시해도 매일 월 마리아 밖으로 방벽 외부 조사를 나가는 조사병단을 선망하며 꿈을 키워갔다.
소꿉친구들인 미카사 아커만 (Mikasa Ackerman), 아르민 아를레르트 (Armin Arlert)와 셋이서 함께 거리를 거닐던 어느 날, 태어나 자란 고향인 시간시나 구 방벽에 돌연 나타난 초대형 거인이 (베르톨트 후버  (Bertolt Hoover)) 뚫은 방벽의 구멍으로 들어온 거인들에게 수많은 민간인이 죽임을 당하며 100년 동안 만들어졌던 벽 안 세계의 평화가 무너진다. 어머니가 거인에게 잡아먹히는 참혹한 광경을 목격한 엘런은 복수심을 느껴 모든 거인을 구축하겠다고 다짐한다.

## 서지 정보
- 이사야마 하지메 《진격의 거인》 코단샤 〈코단샤 코믹스 매거진〉, 전 34권
  1. 2010년 3월 17일 초판 발행(같은 날 발매[書誌 1]), ISBN 978-4-06-384276-0
  2. 2010년 7월 16일 초판 발행(같은 날 발매[書誌 2]), ISBN 978-4-06-384338-5
  3. 2010년 12월 9일 초판 발행(같은 날 발매[書誌 3]), ISBN 978-4-06-384410-8 - 특별편 ‘라바이 병장’을수록.
  4. 2011년 4월 8일 초판 발행(같은 날 발매[書誌 4]), ISBN 978-4-06-384469-6
  5. 2011년 8월 9일 초판 발행(같은 날 발매[書誌 5]), ISBN 978-4-06-384513-6 - 특별편 '일제의 수첩' 수록.
  6. 2011년 12월 9일 초판 발행(같은 날 발매[書誌 6]), ISBN 978-4-06-384591-4
  7. 2012년 4월 9일 초판 발행(같은 날 발매[書誌 7][書誌 8]), ISBN 978-4-06-384652-2(통상판) / ISBN 978-4-06-362208-9(한정판)
  8. 2012년 8월 9일 초판 발행(같은 날 발매[書誌 9][書誌 10]), ISBN 978-4-06-384712-3(통상판) / ISBN 978-4-06-362227-0(한정판)
  9. 2012년 12월 7일 초판 발행(같은 날 발매[書誌 11][書誌 12]), ISBN 978-4-06-384776-5(통상판) / ISBN 978-4-06-362239-3(한정판)
  10. 2013년 4월 9일 초판 발행(같은 날 발매[書誌 13][書誌 14]), ISBN 978-4-06-384839-7(통상판) / ISBN 978-4-06-362243-0(한정판)
  11. 2013년 8월 9일 초판 발행(같은 날 발매[書誌 15]), ISBN 978-4-06-394901-8
  12. 2013년 12월 9일 초판 발행(같은 날 발매[書誌 16][書誌 17]), ISBN 978-4-06-394976-6(통상판) / ISBN 978-4-06-358465-3(한정판)
  13. 2014년 4월 9일 초판 발행(같은 날 발매[書誌 18][書誌 19]), ISBN 978-4-06-395044-1(통상판) / ISBN 978-4-06-358488-2(한정판)
  14. 2014년 8월 8일 초판 발행(같은 날 발매[書誌 20][書誌 21]), ISBN 978-4-06-395141-7(통상판) / ISBN 978-4-06-358703-6(한정판)
  15. 2014년 12월 9일 초판 발행(같은 날 발매[書誌 22][書誌 23]), ISBN 978-4-06-395253-7(통상판) / ISBN 978-4-06-358722-7(한정판)
  16. 2015년 4월 9일 초판 발행(같은 날 발매[書誌 24][書誌 25]), ISBN 978-4-06-395358-9(통상판) / ISBN 978-4-06-358723-4(한정판)
  17. 2015년 8월 7일 초판 발행(같은 날 발매[書誌 26][書誌 27]), ISBN 978-4-06-395446-3(통상판) / ISBN 978-4-06-362303-1(한정판)
  18. 2015년 12월 9일 초판 발행(같은 날 발매[書誌 28][書誌 29]), ISBN 978-4-06-395549-1(통상판) / ISBN 978-4-06-358783-8(한정판)
  19. 2016년 4월 8일 초판 발행(같은 날 발매[書誌 30][書誌 31]), ISBN 978-4-06-395636-8(통상판) / ISBN 978-4-06-362328-4(한정판)
  20. 2016년 8월 9일 초판 발행(같은 날 발매[書誌 32][書誌 33]), ISBN 978-4-06-395720-4(통상판) / ISBN 978-4-06-362335-2(한정판)
  21. 2016년 12월 9일 초판 발행(같은 날 발매[書誌 34][書誌 35]), ISBN 978-4-06-395815-7(통상판) / ISBN 978-4-06-362347-5(한정판)
  22. 2017년 4월 7일 초판 발행(같은 날 발매[書誌 36][書誌 37]), ISBN 978-4-06-395909-3(통상판) / ISBN 978-4-06-362355-0(한정판)
  23. 2017년 8월 9일 초판 발행(같은 날 발매[書誌 38][書誌 39]), ISBN 978-4-06-510100-1(통상판) / ISBN 978-4-06-510007-3(한정판)
  24. 2017년 12월 8일 초판 발행(같은 날 발매[書誌 40][書誌 41]), ISBN 978-4-06-510548-1(통상판) / ISBN 978-4-06-397047-0(한정판)
  25. 2018년 4월 9일 초판 발행(같은 날 발매[書誌 42][書誌 43]), ISBN 978-4-06-511201-4(통상판) / ISBN 978-4-06-397048-7(한정판)
  26. 2018년 8월 9일 초판 발행(같은 날 발매[書誌 44][書誌 45]), ISBN 978-4-06-512183-2(통상판) / ISBN 978-4-06-397049-4(한정판)
  27. 2018년 12월 7일 초판 발행(같은 날 발매[書誌 46][書誌 47]), ISBN 978-4-06-513479-5(통상판) / ISBN 978-4-06-513936-3(한정판)
  28. 2019년 4월 9일 초판 발행(같은 날 발매[書誌 48][書誌 49]), ISBN 978-4-06-514869-3(통상판) / ISBN 978-4-06-514868-6(한정판)
  29. 2019년 8월 9일 초판 발행(같은 날 발매[書誌 50][書誌 51]), ISBN 978-4-06-516224-8(통상판) / ISBN 978-4-06-516227-9(특장판)
  30. 2019년 12월 9일 초판 발행(같은 날 발매[書誌 52][書誌 53]), ISBN 978-4-06-517543-9(통상판) / ISBN 978-4-06-517547-7(특장판)
  31. 2020년 4월 9일 초판 발행(같은 날 발매[書誌 54][書誌 55]), ISBN 978-4-06-518689-3(통상판) / ISBN 978-4-06-518688-6(특장판)
  32. 2020년 9월 9일 초판 발행(같은 날 발매[書誌 56][書誌 57]), ISBN 978-4-06-520322-4(통상판) / ISBN 978-4-06-520323-1(특장판)
  33. 2021년 1월 8일 초판 발행(같은 날 발매[書誌 58][書誌 59]), ISBN 978-4-06-522029-0(통상판) / ISBN 978-4-06-522030-6(특장판)
  34. 2021년 6월 9일 초판 발행(같은 날 발매[書誌 60][書誌 61]), ISBN 978-4-06-523417-4(통상판) / ISBN 978-4-06-523416-7(특장판Beginning) / ISBN 978-4-06-524144-8(특장판Ending)

## 스핀오프
스핀오프를 각 편별로 정리한다. 출판은 모두 코단샤다.

### 진격의 거인 Before the fall
저자는 스즈카제 료. 일러스트레이션은 THORES 시바모토. 본작 진격의 거인의 시점의 전일담 형식이다. 화수는 전 65화, 권수는 전 17권.

### 진격의 거인 격절 도시의 여왕
저자는 카와카미 료. 일러스트레이션은 무라타 렌지. 본작의 외전적 위치에 있는 작품이다. 권수는 전 2권. 내용은 상편과 하편으로 다뤄진다.

### 후회없는 선택
스토리 원안은 스나크 건. 원작과 검수는 이사야마 하지메. 작화는 스루가 히카루. 애니메이션 제작은 WIT STUDIO. 내용은 리바이 아커만의 과거 이야기를 다룬다.

### 진격의 거인 LOST GIRLS
저자는 세코 히로시. 원작고 검수는 이사야마 하지메. 작화는 후지 료스케. 애니메이션 제작은 WIT STUDIO. 내용은 "Lost in the cruel world" (미카사 외전)와 "Wall Sina, Goodbye"(애니 외전) 두 편으로 구성된다.

### 진격! 거인중학교
나카가와 사키가 원작을 담당한 스핀오프 만화이다. 애니메이션은 프로덕션 IG에서 제작했고, 2015년 10월 4일부터 12월 21일까지 방영되었다.
진격의 거인 본편을 기반으로 코믹 요소를 추가하여 누구나 즐겨볼 수 있도록 만들었다.
본편을 본 다음 보면, 의미심장한 장면들이 꽤나 많음을 느낄 것이다.

## 애니메이션
2013년 4월부터 9월까지 MBS 등에서 제1기가 방송되었다(전 26화). 제13화와 제14화 사이에 총집편 제13.5화를 사이에 두고 있다. 또 2014년부터 2015년에는 제1기 총집편의 극장판이 공개되었다.
2017년 4월 1일부터 6월 17일까지 제2기 'Season 2'가 방송되었다(전12회). 2018년에는 제2기에도 극장판이 공개되었다.
2018년 7월부터 10월까지 제3기 'Season 3' Part.1이 NHK 종합 텔레비전 에서 방송되었다. Part.2도 2019년 4월부터 7월까지 방송되었다(전 22회).
2020년 7월 제1기부터 제3기까지 총집편으로 '진격의 거인 ~크로니클~'이 공개되었다.
2020년 12월부터 제4기 'The Final Season'이 NHK 종합 TV 에서 방송되었다.
원작 단행본 수록의 OAD 가 발매. 〈일제의 수첩〉과 〈후회없는 선택〉은 나중에 TV방송도 되었다.

## 드라마
진격의 거인 ATTACK ON TITAN 반격의 봉화는 DTV에서 2015년 8월 15일부터 전달된 실사 스핀 오프 드라마. 영화 본편의 캐릭터들 외에도 오리지널 캐릭터 이즐(히라오카 유타 역)를 더한 면면이 출연한다. 제작진은 실사 영화 버전과 마찬가지로 총감독은 히구치 신지이다. 이 드라마에서 주연 판사 역의 이시하라 사토미 옆 판사를 중심으로 한 드라마 구성으로 되어있다. 또한, 실사 영화에 등장하지 않았던 소니와 빈 의한 거인 연구 및 입체 기동 장치의 연구 과정 등도 그려져 있다.

## 할리우드 기획
2018년 10월 30일, 만화 진격의 거인이 할리우드에서 실사판 영화로 제작되는 것이 결정되었다. 감독은 스티븐 킹 원작의 공포 영화인 그것을 제작한 안드레스 무스키에티이며, 프로듀서는 소설•영화로 이름이 알려져 있는 해리포터 시리즈의 데이비드 헤이먼과 미국 NBC의 드라마 히어로즈에서도 출연했던 마시 오카, 제작•배급은 워너 브라더스, 제작사는 해리포터 시리즈의 헤이데이 필름스다.

## 평가
다수한 사람들에 의해 《진격의 거인》은 "현대 사회의 젊은이들이 느끼는 무력감"을 대변하고 있다고 해석된다. 작가 야마와키 마오는 매 에피소드마다 새로운 수수께끼가 출현하나 "핵심적으로는 소년과 소녀의 성장이야기"라 했다. 평론가 구레 도모후사는 이러한 수수께끼야말로 독자들의 기대를 증폭시킨 것이라 논한다. 만화의 그림솜씨는 일부 비평가에게 건성인 것 같다며 비판받았으며 작가 이사야마 자신도 자신의 그림이 "서투름"을 인정했다. 다만 일부 평론가에 의해 연재가 계속되면서 그림솜씨가 나아지고 있다는 평을 받았으며, 구레는 한편으로 만일 본작의 그림이 "세련"되었다면 본작의 주요한 특질이 되는 "기분나쁨"을 제대로 전달해내지 못했을 것이라 하기도 했다. 제이슨 톰슨은 자신의 촌평에서 등장인물들이 반전을 만들어내기 위해 너무 쉽게 "파워업"을 받는 인상을 받았으나, 그 반전과 본작의 포스트아포칼립스 세계관이 "놓치기에 너무 훌륭하다"고 결론지었다.
《진격의 거인》은 일본 국내외를 막론하고 크나큰 유명세를 탔다. 예컨대 2013년 5월 27일 홍콩의 무가지 《에이엠730》은 전면에 본작의 애니메이션을 보도하였으며, 홍콩을 비롯하여 중국대륙와 대만에서의 본작의 인기를 취재하였다. 본작은 또한 비판되기도 하였다. 대한민국의 《전자신문》은 본작이 당시 일본총리 아베 신조의 정치적 성향을 담아 군국주의적 메시지를 내포하고 있음을 지적했다. 홍콩의 사회운동가 웡영닷은 이사야마의 필치와 독자로 하여금 다양한 해석을 가능케 하는 본작의 폭넓은 열린 설정에 대해 상찬했다.

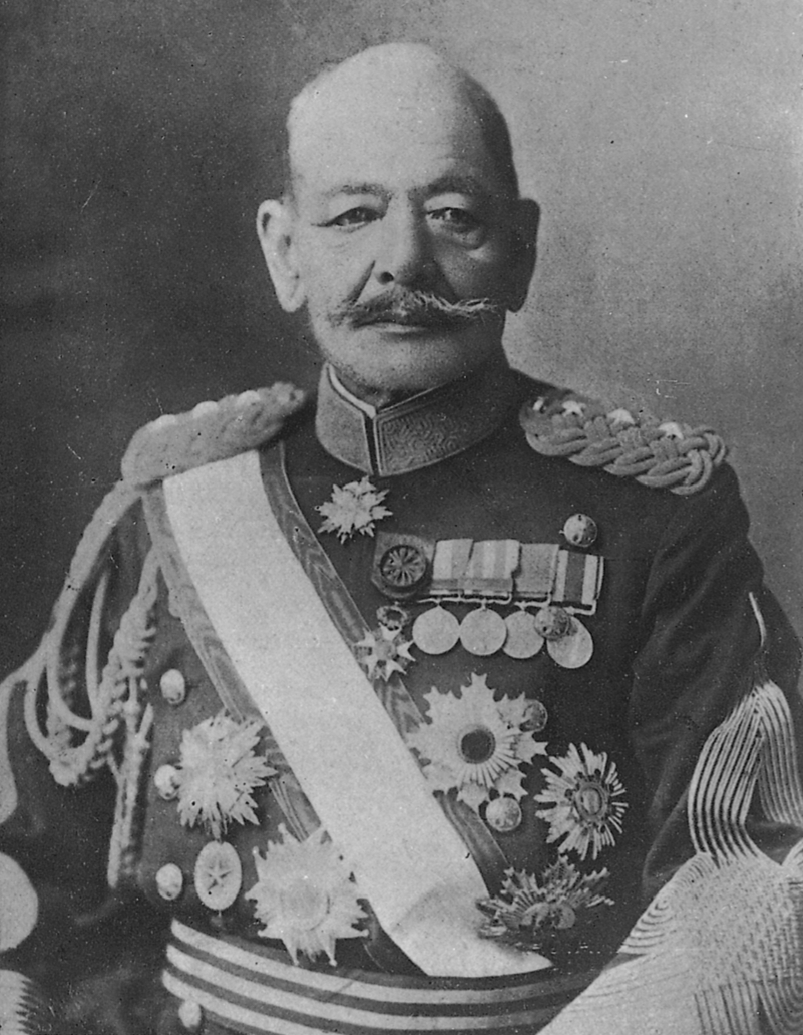
주둔병단 사령관 도트 픽시스와 현저히 닮은 아키야마 요시후루.

2013년 언론에서 이사야마의 2010년 블로그 포스트를 뒤져 본작의 등장인물 도트 픽시스의 디자인이 대일본제국 장군 아키야마 요시후루를 기반으로 하였음을 입증해냈다. 아키야마는 일본점령기 조선·중국에서 전과를 올렸으며 뤼순항 학살을 방조하는 등 잔학한 사건에 연루된 사실이 있다. 이사야마의 블로그에서는 장군 본인과 등장인물에 대한 그 영향력을 두고 인터넷 싸움이 벌어졌으며 개중에는 작가에 대한 살인협박이 있었다. 일본어로 적힌 협박문에서는 문법오류가 많았기에 일본의 언론에서는 외국인이 쓴 글이라 추측하는 보도가 있었다. 2015년 중화인민공화국 문화관광부에서는 본작을 중국에서 금지하는 38개 아니메/망가에 포함시켰다.

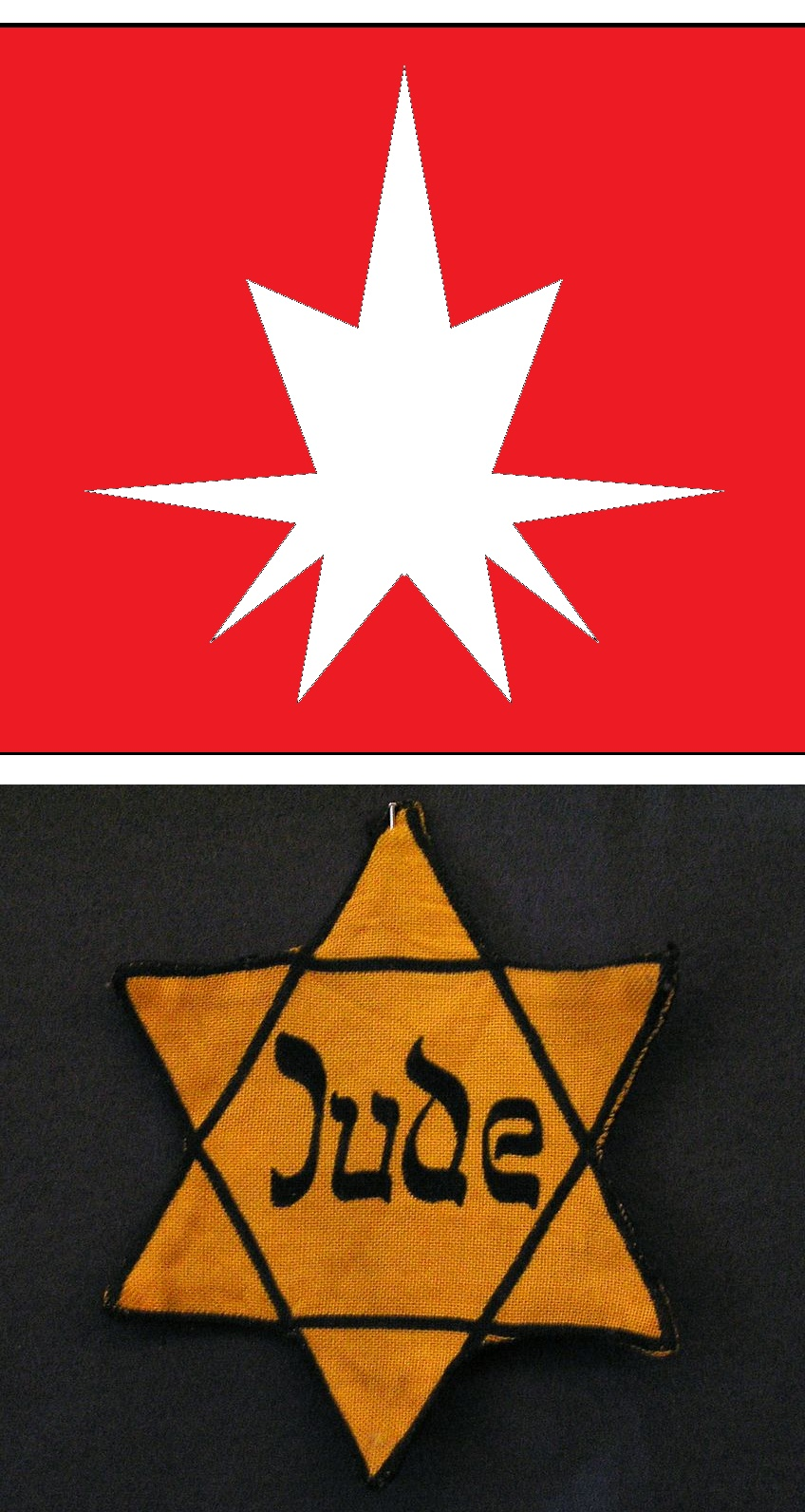
작중에서 엘디아인을 특정하는 별(상단)과 나치 독일에서 유대인을 특정하는 노란색 별(하단)

작중의 엘디아인과 유대인이 서로 비슷한 특징을 가지며 이들이 마레인으로부터 받는 박해는 나치 독일이 유대인에 자행한 박해와 비슷함을 지적하는 해석이 존재한다. 이 때문에 본작과 그 작가 이사야마는 반유대주의와 파시즘의 사죄를 반대하며 이사야마가 민족주의와 유대인의 세계정복음모론을 선전하고 있다는 비난 및 이론이 발생했다. 다만 반대의견 쪽에서는 엘디아인이 유대인을 반영하고 있음은 사실이나 그들을 작중에서 악당으로 묘사하기보다 독자로 하여금 측은히 여기도록 설계한 것임을 지적했다. 2020년 샨 아민은 《더 뉴 리퍼블릭》에 기고한 기사에서 대안우파 및 백인민족주의자 인터넷 커뮤니티에서 본작이 크게 호응받고 있으며 이들은 "자신들이 기대하는 어떤 메시지를 스토리에서 꼼꼼히 적바림하고 있"음을 지적했다.
《빈란드 사가》의 작가 유키무라 마코토는 자신의 인터뷰에서 이사야마를 존경하고 있음을 밝혔으며 특히 20권 분량을 통틀어 전체 이야기를 틀어쥐고 다루는 능력이 뛰어나다 했다. 때문에 유키무라는 《진격의 거인》의 연재중 본작을 자신이 좋아하는 만화라 하며 더 많은 사람들이 읽었으면 함을 밝혔다.

## 수상
- 2010년: 『오토나패밀리』(현 엔터믹스) 2010 8월호 "NEXT 브레이크 만화 랭킹 BEST50" 제2위(단행본 개간 3권 이하의 작품을 대상)
- 2011년:
  - 『이 만화가 대단하다! 2011』 남성편 제1위
  - 제35회 『코단샤 만화상』 소년 부문 수상
  - 제4회 『망가 대상』 노미네이트 제7위
  - 『전국 서점 직원이 고른 추천 코믹스 2011』 제1위
- 2012년: 제16회 『데즈카 오사무 문화상』 1차 선고 노미네이트(6점)
- 2013년:
  - 제20회 『Anime & Manga Grand Prix』 최고의 만화 부문 선정
  - 제19회 『Manga Barcelona』 소년 부문 수상
  - 제6회 『브로스 코믹 어워드』 애니메이션화 코믹 대상 수상
  - 제3회 『Newtype Anime Awards』
    - 작품상 (TV 부문) "진격의 거인" 선정
    - 감독상 "아라키 테츠로" 선정
    - 각본상 "코바야시 야스코" 선정
    - TV 방송 "진격의 거인" 선정
    - 주제가상 "홍련의 화살 - Linked Horizon" 선정
    - 남성 캐릭터상 "리바이 아커만" 제5위, "엘런 예거" 제8위
    - 여성 캐릭터상 "미카사 아커만" 선정
    - 남성 성우 "카미야 히로시" 제2위, "카지 유우키" 제6위
    - 여성 성우 "이노우에 마리나" 제6위
    - 제작사상 "WIT STUDIO" 선정

  - 제18회 『애니메이션 고베』
    - 최우수 TV 애니메이션 "진격의 거인" 작품상 수상
    - 주제가상 "홍련의 화살 - Linked Horizon" 선정

  - 『아니메디아 캐릭터 어워드』
    - HOT 상 에렌 예거 선정
    - 최우수 캐릭터 "에렌 예거" 제2위, "리바이 아커만" 제3위
    - STRONG 상 리바이 아커만 선정
    - FUNNY 상 "사샤 브라우스" 제3위, "코니 스프링거" 제4위

  - 제7회 『인터넷 유행어 대상』
    - 애니메이션 유행어 대상 "구축해주마" 은상 수상
    - 인터넷 유행어 대상 "구축해주마" 제17위
    - 애니메이션 유행어 대상 "결과는 누구도 모른다" 제6위
    - 애니메이션 유행어 대상 "예거!" 제7위

  - 『Billboard Japan Music Awards』
    - Billboard JAPAN Hot Animation of the Year 2013 "홍련의 화살 - Linked Horizon" 선정
    - 최우수 애니송 아티스트상 "Linked Horizon" 선정
- 2014년:
  - 제18회 『데즈카 오사무 문화상』 1차 선고 노미네이트(5점)
  - 제21회 『Anime & Manga Grand Prix』
    - 최우수 일본 애니메이션 "진격의 거인" 선정
    - 최우수 애니송 "홍련의 화살 - Linked Horizon" 선정

  - 제22회 『Anime & Manga Grand Prix』 최고의 프랑스어 더빙 부문 선정
  - 『전자서적 어워드 2014』 전자서적 대상 수상, 전자서적 코믹스 부문 제1위
  - 제17회 『Attilio Micheluzzi Awards』 최고의 해외 시리즈 선정
  - 『Eagle Awards』 (True Believer Comic Awards) 가장 선호받는 만화 선정
  - 『하비상』 해외 만화상 수상
  - 『Pochi Awards』 최고의 만화 국제 부문 선정
  - 『Anime Awards Selecta Visión』
    - 최우수 TV 시리즈 "진격의 거인" 선정
    - 최우수 TV 시리즈 감독상 "아라키 테츠로" 선정
    - 최우수 남성 주연 캐릭터 "에렌 예거" 제3위
    - 최우수 여성 주연 캐릭터 "미카사 아커만" 선정
    - Best Spanish Edition of a TV Series "진격의 거인 (Blu-ray+DVD Combo Edition)" 제3위

  - 『Chibi Japan Weekend Madrid』 특별상 "진격의 거인" 수상
  - 제8회 『세이유 어워드』
    - 주연남우상 "카지 유우키(엘런 예거 역)" 수상
    - 조연여우상 "이시카와 유이(이시카와 유이 역)" 수상

  - 제19회 『디지털 미디어 협회 대상』
    - 그랑프리 "진격의 거인" 수상
    - 우수상 "진격의 거인" 수상

  - 제21회 『Anime & Manga Grand Prix』
    - 최우수 일본 애니메이션 "진격의 거인" 선정
    - 최우수 주제가 "홍련의 화살 - Linked Horizon" 선정

  - 제13회 『도쿄 애니메이션 어워드』
    - TV 부문 그랑프리 "진격의 거인" 선정
    - 개인상 감독상 "아라키 테츠로" 선정
    - 개인상 각본·오리지널 원작상 "코바야시 야스코" 선정
    - 개인상 음악상 "사와노 히로유키" 선정

  - 제36회 『아니메 그랑프리』
    - 작품 부문 그랑프리 "진격의 거인" 수상
    - 남성 성우 "카지 유우키(엘런 예거 역)" 선정
    - 남성 캐릭터 부문 "리바이 아커만" 선정, "에렌 예거" 제4위
    - 여성 캐릭터 부문 "미카사 아커만" 제2위
    - 애니송 부문 그랑프리 "홍련의 화살 - Linked Horizon" 선정
    - 에디터 선택 그랑프리 "진격의 거인" 선정
    - 편집자가 선택한 그랑프리 "진격의 거인" 선정

  - 『ExpoManga Awards』 선호하는 비디오 시리즈 "진격의 거인" 선정
  - 제6회 『일본 캐릭터 대상』 캐릭터 라이센스상 "진격의 거인" 수상
  - 제20회 『Salón del Manga de Barcelona』
    - 최우수 TV 애니메이션 시리즈 "진격의 거인" 선정

  - 『NEO Awards』
    - 최우수 만화 "진격의 거인" 선정
    - 최우수 애니메이션 "진격의 거인" 선정
- 2015년:
  - 제1회 『SUGOI JAPAN Award』 최우수 애니메이션 시리즈 부문 7위
  - 제3회 『BTVA Anime Dub Awards』
    - 남자 주연상 "조시 그렐(아르민 알레르토 역)" 노미네이트
    - 여자 주연상 "트리나 니시무라(미카사 아커만 역)" 노미네이트
    - 대중이 선택한 여자 주연상 "트리나 니시무라(미카사 아커만 역)" 선정
    - 남자 조연상 "매슈 머서(리바이 아커만 역)" 노미네이트
    - 대중이 선택한 남자 조연상 "매슈 머서(리바이 아커만 역)" 선정
    - 여자 조연상 "로렌 란다(애니 레온하트 역)" 노미네이트
    - 최고의 보컬 앙상블 "진격의 거인" 노미네이트
    - 대중이 선택한 최고 보컬 앙상블 "진격의 거인" 선정

  - 제11회 『AnimaniA Awards』 최우수 만화 국제 부문 선정
  - 『Goodreads Choice Awards』 최우수 만화 소설&코믹스 제3위
  - 제14회 『도쿄 애니메이션 어워드』 최우수 음악상 "사와노 히로유키" 선정
  - 제33회 『일본음악저작권협회|JASRAC Awards』 국내 작품 "사와노 히로유키" 은상 수상(진격의 거인 배경음악)
  - 제21회 『Salón del Manga Barcelona』 최우수 애니메이션 DVD/Blu-ray 부문 "진격의 거인" 선정
- 2016년:
  - 『Japan Expo Awards』
    - 애니메이션상 "진격의 거인" 노미네이트
    - 감독상 "아라키 테츠로" 노미네이트
    - 캐릭터 디자인상 "아사노 쿄지" 선정
    - 음악상 "사와노 히로유키" 노미네이트
    - 각색 시리즈상 "진격의 거인" 선정
- 2017년:
  - 12회 『AnimaniA Awards』
    - 최우수 TV 시리즈 "진격의 거인" 선정
    - 최우수 감독상 "아라키 테츠로" 선정
    - 최우수 캐릭터 디자인상 "아사노 쿄지" 제2위
    - 최우수 제작사상 "WIT STUDIO" 제2위

  - 『Heroes Manga Madrid』 Best Anime in Spain 2016 "진격의 거인" 선정
  - 제7회 『Newtype Anime Awards』
    - 작품상 (TV 부문) "진격의 거인 2기" 제8위
    - 남성 캐릭터상 "리바이 아커만" 제5위
    - 여성 캐릭터상 "미카사 아커만" 제4위
    - 주제가상 "심장을 바쳐라! - Linked Horizon" 제8위
    - 음악상 "진격의 거인 2기" 제5위

  - 제23회 『Salón del Manga Barcelona』 Best Anime Series Broadcast in Spain "진격의 거인 2기" 노미네이트
  - 『IGN Awards』 올해의 애니메이션 "진격의 거인" 입상
- 2018년:
  - 제25회 『Anime & Manga Grand Prix』 최우수 애니송 부문 "심장을 바쳐라! - Linked Horizon" 선정
  - 제2회 『Crunchyroll Anime Awards』
    - 액션상 "진격의 거인 2기" 노미네이트
    - CGI상 "진격의 거인 2기" 노미네이트
    - 오프닝상 "심장을 바쳐라! - Linked Horizon" 노미네이트

  - 제17회 『도쿄 애니메이션 어워드』 애니메이션 팬상 "진격의 거인 2기" 제3위
  - 『Japan Expo Awards』
    - 애니메이션상 "진격의 거인 2기" 노미네이트
    - 원작상 "이사야마 하지메" 노미네이트
    - 음악상 "사와노 히로유키" 선정
    - 동시방영작상 "진격의 거인 2기" 노미네이트

  - 제6회 『BTVA Anime Dub Awards』 여자조연상 "리디아 맥케이(나나바 역)" 노미네이트
  - 제13회 『AnimaniA Awards』
    - 일본 영화상 "극장판 '진격의 거인' 전편 -홍련의 화살-" 선정

  - 제24회 『Salón del Manga de Barcelona』
    - 최우수 TV 애니메이션 시리즈 "진격의 거인 3기" 선정

  - 『TV 스테이션 Drama & Anime Awards』
    - 제작 부문 "진격의 거인 3기" 선정
    - 최우수 남성 성우 "카지 유우키(엘런 예거 )" 제2위

  - 『IGN Awards』
    - 최고의 에피소드 "46화 벽의 왕" 노미네이트
- 2019년:
  - 제18회 『도쿄 애니메이션 어워드』 애니메이션 팬상 "진격의 거인 3기" 제8위
  - 제3회 『Crunchyroll Anime Awards』 엔딩상 "새벽의 진혼가 - Linked Horizon" 선정
  - 제30회 『Top Ten Chinese Gold Songs Award』 (International Pop Poll Awards) Top Japanese Gold Song "Red Swan - Yoshiki feat. HYDE" 선정
  - 제9회 『Newtype Anime Awards』
    - 작품상 (TV 부문) "진격의 거인 3기" 제8위
    - 각본상 "코바야시 야스코" 제8위
    - 음악상 "사와노 히로유키" 제7위

  - 『Funimation』
    - 10년간 최고의 소년 "리바이 아커만" 선정
    - 10년간 최고의 소녀 "미카사 아커만" 선정

  - 『IGN Awards』
    - 최우수 애니메이션 시리즈 "진격의 거인 3기" 선정
    - 대중이 선택한 최우수 애니메이션 시리즈 "진격의 거인 3기" 선정

  - 『헤이세이 애니송 대상』
    - 작품상 "홍련의 화살 - Linked Horizon" 선정
- 2020년:
  - 제2회 『The Global TV Demand Awards』
    - 아시아에서 가장 많이 수출된 시리즈 "진격의 거인" 노미네이트

  - 제4회 『Crunchyroll Anime Awards』
    - 감독상 "아라키 테츠로", "코이즈카 마사시" 선정
    - 애니메이션상 "진격의 거인 3기" 노미네이트
    - 판타지 부문상 "진격의 거인 3기" 노미네이트
    - 음악상 "사와노 히로유키" 노미네이트
    - 최고의 전투 장면상 "리바이 VS 짐승 거인" 노미네이트
    - 베스트 커플상 "유미르&히스토리아" 노미네이트
- 2021년:
  - 제3회 『The Global TV Demand Awards』
    - 2020년 가장 인기 있는 애니메이션 시리즈 "진격의 거인" 노미네이트

  - 제6회 『Crunchyroll Anime Awards』
    - 연기상 "루카스 알메이다(엘런 예거 역)" 선정

  - 제27회 『Salón del Manga de Barcelona』
    - 애니메이션 시리즈 Premiere on Platforms/TV 부문 "진격의 거인 더 파이널 시즌 파트 1" 선정

  - 제43회 『아니메 그랑프리』
  - 애니송 부문상 그랑프리 "나의 전쟁 - 신세이 카맛테짱" 제10위
  - 『IGN Awards』
    - 최우수 애니메이션 시리즈 "진격의 거인 더 파이널 시즌 파트 1" 노미네이트
- 2022년:
  - 제4회 『The Global TV Demand Awards』
    - 2021년 세계에서 가장 수요가 있는 TV 시리즈 "진격의 거인" 선정 (기네스북 레코드에도 동시 등재)
    - 2021년 세계에서 가장 수요가 있는 애니메이션 시리즈 "진격의 거인" 선정 (기네스북 레코드에도 동시 등재)

  - 제6회 『Crunchyroll Anime Awards』
    - 올해의 애니메이션 "진격의 거인 더 파이널 시즌 파트 1" 선정
    - 감독상 "하야시 유이치로" 노미네이트
    - 주인공상 "엘런 예거" 노미네이트
    - 적대자상 "엘런 예거" 선정
    - 연기상 "카지 유우키(엘런 예거 역)" 선정
    - 연기상 "사쿠라 아야네(가비 브라운 역)" 노미네이트
    - 연기상(러시아어) "블라드 토카레프(엘런 예거 역)" 노미네이트
    - 오프닝상 "나의 전쟁 - 신세이 카맛테짱" 선정
    - 엔딩상 "충격 - 안도 유코" 노미네이트
    - 액션상 "진격의 거인 더 파이널 시즌 파트 1" 노미네이트
    - 최고의 전투 장면상 "엘런 예거 VS 전퇴의 거인" 노미네이트

  - 제44회 『아니메 그랑프리』
    - 애니송 부문 그랑프리 "악마의 아이 - 히구치 아이" 제10위

  - 『IGN Awards』
    - 최우수 애니메이션 시리즈	"진격의 거인 더 파이널 시즌 파트 2" 노미네이트

  - 『레이와 애니송 대상』
    - 작사상 "악마의 아이 - 히구치 아이" 선정
- 2023년:
  - 제5회 『The Global TV Demand Awards』
    - 2022년 세계에서 가장 수요가 있는 TV 시리즈 "진격의 거인" 노미네이트
    - 2022년 세계에서 가장 수요가 있는 애니메이션 시리즈 "진격의 거인" 선정

  - 제7회 『Crunchyroll Anime Awards』
    - 올해의 애니메이션상 "진격의 거인 더 파이널 시즌 파트 2" 노미네이트
    - 감독상 "하야시 유이치로" 노미네이트
    - 주인공상 "엘런 예거" 선정
    - 애니메이션상 "진격의 거인 더 파이널 시즌 파트 2" 노미네이트
    - 장편 시리즈상 "진격의 거인 더 파이널 시즌 파트 2" 노미네이트
    - 액션상 "진격의 거인 더 파이널 시즌 파트 2" 노미네이트
    - 최우수 드라마상 "진격의 거인 더 파이널 시즌 파트 2" 선정
    - 음악상 "사와노 히로유키"&"KOHTA YAMAMOTO" 선정
    - 오프닝상 "The Rumbling - SiM" 선정
    - 엔딩상 "악마의 아이 - 히구치 아이" 노미네이트
    - 애니송상 "The Rumbling - SiM" 선정
    - 연기상 "카지 유우키(엘런 예거 역)" 선정

  - 『Japan Expo Awards』
    - 애니메이션상 "진격의 거인 더 파이널 시즌 파트 2" 노미네이트
    - 감독상 "진격의 거인 더 파이널 시즌 파트 2" 노미네이트
    - 액션 애니메이션상 "진격의 거인 더 파이널 시즌 파트 2" 노미네이트
    - 음악상 "진격의 거인 더 파이널 시즌 파트 2" 노미네이트
    - 오프닝상 "The Rumbling - SiM" 노미네이트
    - 엔딩상 "악마의 아이 - 히구치 아이" 선정

  - 『1st Astra Creative Arts TV Awards』 - Hollywood Creative Alliance 주관
    - "Best Streaming Animated Series or TV Movie" 부문 수상

  - 『레이와 애니송 대상』
    - 뒷애니송 대상 "2천 년... 혹은... 2만 년 후의 너애게… - Linked Horizon" 선정
    - 작사상 "다녀와 - 히구치 아이" 선정
    - 작사상 "최후의 거인 - Linked Horizon" 노미네이트
    - 작사상 "2천 년... 혹은... 2만 년 후의 너애게… - Linked Horizon" 노미네이트
    - 편곡상 "2천 년... 혹은... 2만 년 후의 너애게… - Linked Horizon" 노미네이트
    - 대중 투표상 2천 년... 혹은... 2만 년 후의 너애게… - Linked Horizon" 제2위
- 2024년:
  - 제6회 『The Global TV Demand Awards』
    - 2023년 세계에서 가장 수요가 있는 TV 시리즈 "진격의 거인" 노미네이트
    - 2023년 세계에서 가장 수요가 있는 애니메이션 시리즈 "진격의 거인" 노미네이트

  - 제8회 『Crunchyroll Anime Awards』
    - 시리즈 연속물상 "진격의 거인 The Final Season 완결편 (전편)" 노미네이트
    - 감독상 "하야시 유이치로" 노미네이트
    - 주연상 "에렌 예거" 노미네이트
    - 조연상 "한지 조에" 노미네이트
    - 애니메이션상 "진격의 거인 The Final Season 완결편 (전편)" 노미네이트
    - 액션상 "진격의 거인 The Final Season 완결편 (전편)" 노미네이트
    - 드라마상 "진격의 거인 The Final Season 완결편 (전편)" 선정
    - 촬영상 "아사카와 시게키" 노미네이트
    - 음악상 "사와노 히로유키"&"KOHTA YAMAMOTO" 선정
    - 연기상 "카지 유우키(엘런 예거 역)" 노미네이트

  - 『Japan Expo Awards』
    - 음악상 "진격의 거인 The Final Season 완결편 (전편)" 노미네이트
    - 엔딩상 "Under the Tree - SiM" 노미네이트
- 2025년:
  - 제9회 『Crunchyroll Anime Awards』
    - 연기상(영어) "조시 그렐(아르민 알레르토 역)" 노미네이트
    - 연기상(스페인어) "미겔 앙헬 레알(엘런 예거 역)" 선정
    - Global Impact Award "진격의 거인" 선정

## 같이 보기
- 진격의 거인의 등장인물 목록